# Serhij Bojko
Serhij Mykołajowycz Bojko, ukr. Сергій Миколайович Бойко (ur. 30 czerwca 1977 w Białogrodzie nad Dniestrem, w obwodzie odeskim, Ukraińska SRR, zamieszk. we wsi Iwanków, w obwodzie kijowskim) – ukraiński sędzia piłkarski FIFA, sędziuje mecze Premier-lihi.

## Kariera sędziowska
W 1999 rozpoczął karierę sędziowską w meczach lokalnych rozgrywek piłkarskich. Od 2002 sędziował mecze Amatorskich Mistrzostw Ukrainy, od 2004 w Drugiej Lidze, od 2007 w Pierwszej Lidze, a od 2008 w Wyższej Lidze Ukrainy. Sędzia FIFA od 2011 roku. Jest na liście sędziów grupy I kategorii FIFA